# Mark Levine
Mark Jay Levine (Concord (New Hampshire), 4 oktober 1938 - Oakland (Californië), 27 januari 2022) was een Amerikaanse jazzmuzikant (piano, trombone), -componist, auteur en docent.

## Biografie
Levine werd geboren op 4 oktober 1938 in Concord, New Hampshire. Hij begon met pianospelen op 5-jarige leeftijd en begon met trombone in zijn vroege tienerjaren. Hij studeerde aan de Boston University en studeerde af met een graad in muziek in 1960. Hij studeerde ook privé bij Jaki Byard, Hall Overton en Herb Pomeroy.
Na zijn afstuderen verhuisde Levine naar New York, waar hij als freelancer werkte en vervolgens speelde met musici als Houston Person (1966), Mongo Santamaría (1969–70) en Willie Bobo (1971–1974). Levine verhuisde toen naar San Francisco en speelde daar met Woody Shaw in 1975-1976. Levine maakte zijn eerste opname als leader voor Catalyst Records in 1976. Hij speelde ook met het Blue Mitchell/Harold Land Quintet (1975-1979), Joe Henderson, Stan Getz, Bobby Hutcherson, Luis Gasca en Cal Tjader (1979-1983). Van 1980 tot 1983 concentreerde hij zich op de ventieltrombone, maar keerde daarna terug naar het spelen van voornamelijk piano. Vervolgens leidde hij zijn eigen bands en nam hij op voor Concord Records als leader in 1983 en 1985. Vanaf 1992 maakte Levine deel uit van de bigband van Henderson. Levine formeerde in 1996 een nieuw trio en nam ermee op voor zijn eigen, gelijknamige label. Zijn latin-jazzgroep Que Calor werd opgericht in 1997.
Levine begon met lesgeven in 1970: naast privélessen werkte hij bij het Diablo Valley College (1979-1995), het Mills College (1985-1995), de Antioch University in San Francisco (1986-1987), het San Francisco Conservatory of Music (1992-1997) en de JazzSchool in Berkeley (vanaf 1997). Levine schreef ook de twee methodeboeken The Jazz Piano Book (1990) en The Jazz Theory Book (rond 1995). Hij werd genomineerd voor een Grammy Award voor «Best Latin Jazz Album» in 2003 voor zijn opname Isla.

## Overlijden
Mark Levin overleed in januari 2022 op 83-jarige leeftijd aan complicaties van een longontsteking.

## Discografie

### As leader
| Jaar van opname | Titel                                | Label            | Opmerkingen |
| --------------- | ------------------------------------ | ---------------- | --- |
| 1975            | Live at the Reunion San Francisco    | Jazz School      | Nonet, including Woody Shaw |
| 1977?           | Up Till Now                          | Catalyst Records | |
| 1983?           | Concepts                             | Concord Jazz     | |
| 1985            | Smiley and Me                        | Concord Jazz     | Duo met Smiley Winters (drums) |
| 1995?           | Impressions                          |                  | Met de Afro Blue Band |
| 1997            | One Notch Up                         |                  | Trio met Eddie Marshall, John Wiitala |
| 1997?           | Exact Change                         |                  | Met Eddie Marshall, John Wiitala |
| 2000            | Hey, It's Me                         |                  | Kwartet |
| 2001            | Serengeti                            |                  | Kwartet met Peter Barshay (bas), Paul van Wageningen (drums), Michael Spiro (percussie) |
| 2002            | Isla                                 | Left Coast Clave | Meeste nummers in kwartet met Peter Barshay (bas), Paul van Wageningen (drums), Michael Spiro (percussion); twee nummers in kwintet met Harvey Wainapel (sopraansax, klarinet) toegevoegd; een nummer in kwintet met Sheila Smith (zang) toegevoegd |
| 2009            | Off & On: The Music of Moacir Santos |                  | Met Mary Fettig (fluit, sopraansax, basklarinet), John Wiitala (bas), Paul Van Wageningen (drums), Michael Spiro (percussie) |
| 2010?           | New Music from New York              |                  | |

### Als sideman
Met Cal Tjader
- 1979: La Onda Va Bien (Concord Records)
- 1980: Gozame! Pero Ya... (Concord)
- 1981: A Fuego Vivo (Concord)
- 1982: Heat Wave (Concord) - met Carmen McRae
- 1984: Good Vibes (Concord)

Met Houston Person
- 1966: Underground Soul! (Prestige)

Met Joe McPhee
- 1977: Rotation] (HatHUT)

Met Moacir Santos
- 1974: Saudade (Blue Note)

- Bibliothèque nationale de France: cb14031917s (data)
- Gemeinsame Normdatei: 134584643
- International Standard Name Identifier: 0000 0001 1451 2144
- Library of Congress Control Number: n92013902
- Nationale Bibliotheek van Letland: 000024165
- MusicBrainz: 08e5366a-d356-413a-bf7b-25df9cb5523e
- Nationale Bibliotheek van Israël: 987007455121705171
- Nederlandse Thesaurus van Auteursnamen: 080737447
- Réseau des bibliothèques de Suisse occidentale: 02-A003517110
- Système universitaire de documentation: 114960127
- Virtual International Authority File: 88078939
- WorldCat: E39PBJmpgxBWMpdyj774Mpctrq